# Darci Shaw
Darci Louise Shaw (Liverpool, 17 de abril de 2002) é uma atriz inglesa.

## Carreira
Shaw fez sua estréia no cinema em 2019, interpretando Judy Garland jovem no filme premiado Judy: Muito Além do Arco-Íris ao lado de Renée Zellweger. A Rolling Stone descreveu o desempenho dela como "verdadeiramente estelar", mas o New York Times sentiu que Shaw foi mal lançada.
Shaw interpretou Holly Meredith no drama policial da ITV, The Bay, ao lado de Morven Christie e Chanel Cresswell. Em 2021, começou a estrelar como Jessie em Os Irregulares de Baker Street, uma série paranormal da Netflix baseado no universo de Sherlock Holmes.

## Filmografia
| Ano  | Título          | Papel              | Nota(s)        |
| ---- | --------------- | ------------------ | -------------- |
| 2019 | The Bay         | Holly Meredith     | 4 episódios    |
| 2019 | Judy            | Judy Garland jovem |                |
| 2019 | Bitter Sky      | Nia                | Curta-metragem |
| 2021 | The Irregulars  | Jessie             | 8 episódios    |
| TBA  | The Colour Room | Dot                | Pós-produção   |